# Ju Wenjun
Ju Wenjun (Chinees: 居文君) (Shanghai, 31 januari 1991) is een Chinese schaakster. In 2009 werd haar door de FIDE de titel grootmeester bij de vrouwen (WGM) toegekend. In 2014 verkreeg ze de grootmeestertitel (GM), en in 2018 werd ze wereldkampioen bij de vrouwen. Haar familienaam is Ju; Wenjun is haar voornaam.
Ju Wenjun speelt in de China Chess League voor de schaakclub van Shanghai.
In 2004 eindigde Ju gedeeld tweede in de Aziatische schaakkampioenschappen voor vrouwen in  Beiroet. In 2007 werd ze gedeeld vierde in het Chinese Zonal 3.5 toernooi voor vrouwen in Tianjin.
Tijdens het wereldkampioenschap schaken voor vrouwen in 2008 werd ze in de tweede ronde uitgeschakeld door Antoaneta Stefanova met 1-3. Twee jaar later bereikte ze tijdens hetzelfde kampioenschap de kwartfinales. 
In juni 2010 won ze met 8 uit 11 het Chinese schaakkampioenschap voor vrouwen.  
In juli 2011 won Ju het eerste Hangzhou grootmeester schaaktoernooi voor vrouwen, voor de regerend wereldkampioen bij de vrouwen, Hou Yifan; ze scoorde 6,5 uit 9. 
In oktober 2011 werd ze tweede bij de Grand Prix voor vrouwen in Naltsjik met 7 uit 11 (eerste werd Zhao Xue), waarbij ze haar derde grootmeesternorm behaalde.  
In 2015 eindigde ze in het Wereldkampioenschap schaken voor landenteams met het Chinese team op de derde plaats in het vrouwentoernooi. 
In 2016 werd ze met het Chinese vrouwenteam eerste op de in Bakoe gehouden 42e Schaakolympiade; ze speelde aan het tweede bord. 
In 2017 won ze het FIDE Women's wereldkampioenschap rapidschaak in Saoedi-Arabië. 